# Jane Street
Jane Street ist ein US-amerikanisches Finanzdienstleistungsunternehmen, das als Market-Maker für verschiedene Finanzprodukte Liquidität bereitstellt. Es hat seinen Hauptsitz in New York City und weitere Büros in London, Hongkong, Amsterdam und Singapur.

## Geschichte
Jane Street wurde 2000 durch ehemalige Händler von Susquehanna und einem ehemaligen IBM-Entwickler gegründet. Sam Bankman-Fried, der Gründer der nunmehr geschlossenen Kryptobörse FTX, begann 2013 seine Händlerkarriere bei Jane Street. Im September 2020 wurde Jane Street von der Federal Reserve als relevanter Kontrahent zur Abwehr finanzieller Krisen eingestuft.

## Unternehmensprofil
Das Unternehmen ist im Hochfrequenzhandel aktiv und betreibt Eigenhandel mit einer Vielzahl von Finanzprodukten, darunter börsengehandelte Fonds (ETFs), Futures, Commodities, Optionen, Anleihen und Währungen. Über alle Produktkategorien zusammengenommen belief sich das Handelsvolumen des Unternehmens im Jahr 2018 auf über acht Billionen US-Dollar. Jane Street bezeichnet sich selbst als einen der weltgrößten Market-Maker für börsengehandelte Fonds, dessen Handelsvolumen für ETFs sich im Jahr 2018 auf rund 2,4 Billionen US-Dollar belief. Im Jahr 2019 handelte Jane Street in den Vereinigten Staaten täglich mit Unternehmensanleihen im Wert von 550 Millionen Dollar. Dies entsprach zu diesem Zeitpunkt rund 2 % des gesamten Marktvolumens.

## Sonstiges
Jane Streets Technologie ist hauptsächlich in OCaml geschrieben.